# Море Південне (Місяць)
Мо́ре Південне (лат. Mare Australe) - місячне море на краю видимого диска Місяця. Селенографічні координати об'єкта - 38°54′ пд. ш. 93°00′ сх. д. / 38.9° пд. ш. 93.0° сх. д. діаметр становить 603 км. У Море Південному лежать такі великі кратери як Лемб (англ. Crater Lamb), Дженнер (англ. Crater Jenner) і Гам (англ. Crater Gum). 

## Етимологія
Назва «Море Південне» було вперше запропоновано І. Медлером. Під № 4531 воно було включено в першу офіційну номенклатуру об'єктів на поверхні Місяця Міжнародного Астрономічного союзу, виданий М. Благг і К. Мюллером в 1935 році. 
На Марсі є однойменне море.